# خودوف (ناحیه کارلووی واری)
خودوف (به چکی: Chodov) یک منطقهٔ مسکونی در جمهوری چک است که در ناحیه کارلووی واری واقع شده‌است.